# ローゼンブラット・スタジアム
ローゼンブラット・スタジア (Rosenblatt Stadium) は、アメリカのネブラスカ州オマハにあった野球場。2010年までカンザスシティ・ロイヤルズ傘下AAAオマハ・ロイヤルズの本拠地であった。また、NCAAメンズ・カレッジ・ワールドシリーズも2010年までここで開催されていた。
元オマハ市長で、プロ・ベースボールチームのオマハ誘致に尽力したジョニー・ローゼンブラットの名誉を称え、球場名を1964年から現在の名称にした。